# 玄马镇
玄马镇，是中华人民共和国甘肃省庆阳市庆城县下辖的一个乡镇级行政单位。

## 行政区划
玄马镇下辖以下地区：
沟垴村、樊庙村、柏树村、贾桥村、孔桥村、柏塬村、玄马村、老庄村、桑塬村和林沟村。